# ヴァフシュ川

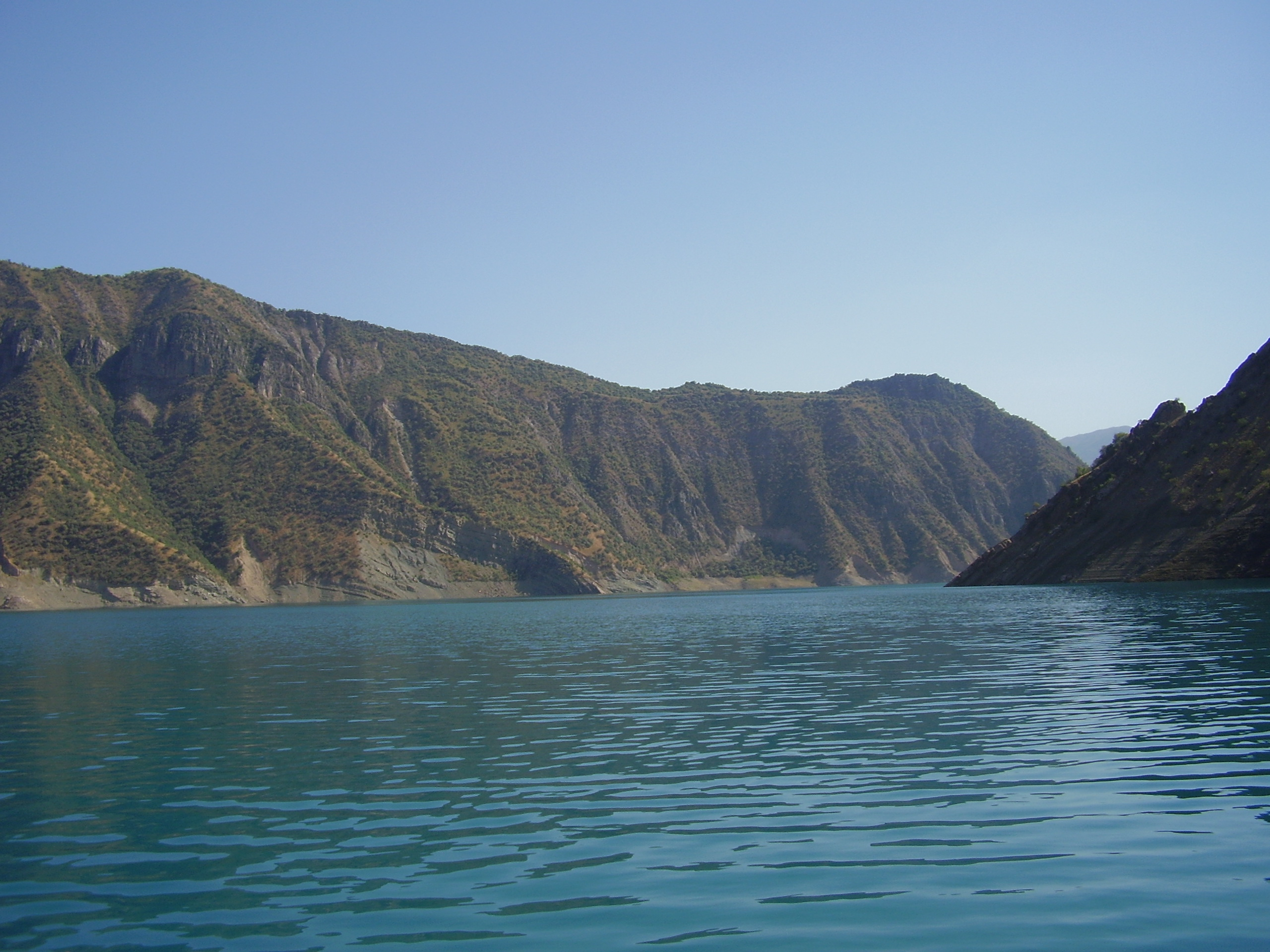
ヌレークダムが作り出したヴァフシュ川の貯水池

ヴァフシュ川（Vakhsh River,タジク語: Вахш, Vaxş)は、タジキスタン共和国の最も重要な河川の1つでアムダリヤ川の支流の1つである。
タジキスタンではSurkhob、キルギスではKyzyl-Suuとも呼ばれるが、どちらもペルシア語・キルギス語で「赤い川」の意味である。
キルギスのオシュ州のアライ渓谷(Alay Valley)の氷河の溶水を源とし、同国を262km西に流れた後、タジキスタンを南西に524km流れ、アフガニスタン国境でパンジ川と合流してアムダリヤ川となる。そのため、夏季の7月・8月は最大となった水量が狭い渓谷に流れ込む。
ヴァフシュ川の水力発電はソ連、そしてソ連崩壊後はタジキスタンに利用されている。タジキスタン国内だけでヴァフシュ水系に5つのダムが完成している。中でもヌレークダムは現在世界最高の高さのダムである。これら5つのダムでタジキスタンの総発電量の90%をまかなっている。タジキスタンではさらに4つのダムを建設・計画中で、中でも建設中のログンダムは完成するとヌレークダムを上回り堤高が世界一のダムとなる。現在、タジキスタンの水力発電量は国民一人当たりでは、世界一である。
ヴァフシュ川は地震活動による渓谷の斜面の崩落で流れが堰き止められ易く、ダムにとって非常な脅威となっている。2002年の地震による地滑りを受けて、タジキスタン政府はアジア開発銀行から低利の借款を受け対策に乗り出している。